# Turbina cordata
Turbina cordata là một loài thực vật có hoa trong họ Bìm bìm. Loài này được (Choisy) D.F. Austin & Staples miêu tả khoa học đầu tiên năm 1983.